# Eunica muson
Eunica muson är en fjärilsart som beskrevs av Hans Fruhstorfer 1912. Eunica muson ingår i släktet Eunica och familjen praktfjärilar. Inga underarter finns listade i Catalogue of Life.